# Repesca UEFA-AFC por la clasificación para la Copa Mundial de Fútbol de 2002
La Repesca entre UEFA y AFC por la clasificación para la Copa Mundial de Fútbol de 2002 se desarrolló en dos partidos, de ida y vuelta, entre Irlanda, que ocupó el mejor segundo lugar en la fase de grupos de la Clasificatorio de UEFA e Irán, que ganó la repesca de la clasificatoria de la AFC a los Emiratos Árabes Unidos.
Los partidos se disputaron el 10 y 15 de noviembre de 2001.

## Antecedentes
Esta fue la primera repesca intercontinental para Irlanda y la segunda para Irán, que se enfrentó en la anterior eliminatoria (Francia 1998) a Australia, empatando 3 a 3 en el marcador global y clasificando por la regla del gol de visitante.

## Partidos

### Ida
| 1          | POR        | Shay Given     |     |
| 2          | DEF        | Steve Finnan   |     |
| 3          | DEF        | Ian Harte      |     |
| 4          | DEF        | Gary Breen     |     |
| 5          | DEF        | Steve Staunton | 75' |
| 6          | MED        | Mark Kinsella  |     |
| 7          | MED        | Jason McAteer  | 83' |
| 8          | MED        | Matt Holland   |     |
| 11         | MED        | Kevin Kilbane  |     |
| 9          | DEL        | Niall Quinn    |     |
| 10         | DEL        | Robbie Keane   |     |
| Entrenador | Entrenador | Mick McCarthy  |     |

| 12         | POR        | Ebrahim Mirzapour       |     |
| 3          | DEF        | Mehrdad Minavand        |     |
| 5          | DEF        | Afshin Peyrovani        |     |
| 15         | DEF        | Yahya Golmohammadi      |     |
| 24         | DEF        | Rahman Rezaei           |     |
| 2          | MED        | Mehdi Mahdavikia        |     |
| 6          | MED        | Karim Bagheri           | 71' |
| 7          | MED        | Hamed Kavianpour        |     |
| 11         | MED        | Alireza Vahedi Nikbakht | 45' |
| 8          | DEL        | Alí Karimí              |     |
| 10         | DEL        | Ali Daei                |     |
| Entrenador | Entrenador | Miroslav Blažević       |     |

| 13 | DEF | Kenny Cunningham | 75' |
| 12 | DEF | Gary Kelly       | 83' |

| 14 | MED | Mojahed Khaziravi | 45' |
| 18 | MED | Ali Samereh       | 71' |

| Anotado · Penal | 44' | Ian Harte    | 1–0 |
| Anotado         | 50' | Robbie Keane | 2–0 |

| Amonestado | 85' | Steve Finnan |

| Amonestado | 19' | Afshin Peyrovani   |
| Amonestado | 86' | Yahya Golmohammadi |

| Árbitro             | Antônio Pereira da Silva |
| Árbitros asistentes | Jorge Oliveira           |
| Árbitros asistentes | Aristeu Tavares          |
| Cuarto árbitro      | Paulo César de Oliveira  |

| 1          | POR        | Shay Given     |     |
| 2          | DEF        | Steve Finnan   |     |
| 3          | DEF        | Ian Harte      |     |
| 4          | DEF        | Gary Breen     |     |
| 5          | DEF        | Steve Staunton | 75' |
| 6          | MED        | Mark Kinsella  |     |
| 7          | MED        | Jason McAteer  | 83' |
| 8          | MED        | Matt Holland   |     |
| 11         | MED        | Kevin Kilbane  |     |
| 9          | DEL        | Niall Quinn    |     |
| 10         | DEL        | Robbie Keane   |     |
| Entrenador | Entrenador | Mick McCarthy  |     |

| 12         | POR        | Ebrahim Mirzapour       |     |
| 3          | DEF        | Mehrdad Minavand        |     |
| 5          | DEF        | Afshin Peyrovani        |     |
| 15         | DEF        | Yahya Golmohammadi      |     |
| 24         | DEF        | Rahman Rezaei           |     |
| 2          | MED        | Mehdi Mahdavikia        |     |
| 6          | MED        | Karim Bagheri           | 71' |
| 7          | MED        | Hamed Kavianpour        |     |
| 11         | MED        | Alireza Vahedi Nikbakht | 45' |
| 8          | DEL        | Alí Karimí              |     |
| 10         | DEL        | Ali Daei                |     |
| Entrenador | Entrenador | Miroslav Blažević       |     |

| 13 | DEF | Kenny Cunningham | 75' |
| 12 | DEF | Gary Kelly       | 83' |

| 14 | MED | Mojahed Khaziravi | 45' |
| 18 | MED | Ali Samereh       | 71' |

| Anotado · Penal | 44' | Ian Harte    | 1–0 |
| Anotado         | 50' | Robbie Keane | 2–0 |

| Amonestado | 85' | Steve Finnan |

| Amonestado | 19' | Afshin Peyrovani   |
| Amonestado | 86' | Yahya Golmohammadi |

| Árbitro             | Antônio Pereira da Silva |
| Árbitros asistentes | Jorge Oliveira           |
| Árbitros asistentes | Aristeu Tavares          |
| Cuarto árbitro      | Paulo César de Oliveira  |

### Vuelta
| 12         | POR        | Ebrahim Mirzapour       |  |
| 3          | DEF        | Mehrdad Minavand        |  |
| 5          | DEF        | Afshin Peyrovani        |  |
| 15         | DEF        | Yahya Golmohammadi      |  |
| 24         | DEF        | Rahman Rezaei           |  |
| 2          | MED        | Mehdi Mahdavikia        |  |
| 6          | MED        | Karim Bagheri           |  |
| 7          | MED        | Hamed Kavianpour        |  |
| 11         | MED        | Alireza Vahedi Nikbakht |  |
| 8          | DEL        | Alí Karimí              |  |
| 10         | DEL        | Ali Daei                |  |
| Entrenador | Entrenador | Miroslav Blažević       |  |

| 1          | POR        | Shay Given     |     |
| 2          | DEF        | Steve Finnan   |     |
| 3          | DEF        | Ian Harte      |     |
| 4          | DEF        | Gary Breen     |     |
| 5          | DEF        | Steve Staunton |     |
| 6          | MED        | Mark Kinsella  |     |
| 7          | MED        | Jason McAteer  |     |
| 8          | MED        | Matt Holland   |     |
| 11         | MED        | Kevin Kilbane  | 85' |
| 14         | DEL        | David Connolly |     |
| 10         | DEL        | Robbie Keane   | 75' |
| Entrenador | Entrenador | Mick McCarthy  |     |

| 18 | DEL | Clinton Morrison | 75' |
| 12 | DEF | Gary Kelly       | 85' |

| Anotado | 90' | Yahya Golmohammadi | 1–0 |

| Amonestado | 47' | Mehdi Mahdavikia |
| Amonestado | 85' | Karim Bagheri    |

| Amonestado | 49' | Robbie Keane  |
| Amonestado | 84' | Jason McAteer |

| Árbitro             | William Mattus      |
| Árbitros asistentes | Erick Mora          |
| Árbitros asistentes | Efraín Rodríguez    |
| Cuarto árbitro      | Olger Mejías Ovares |

| 12         | POR        | Ebrahim Mirzapour       |  |
| 3          | DEF        | Mehrdad Minavand        |  |
| 5          | DEF        | Afshin Peyrovani        |  |
| 15         | DEF        | Yahya Golmohammadi      |  |
| 24         | DEF        | Rahman Rezaei           |  |
| 2          | MED        | Mehdi Mahdavikia        |  |
| 6          | MED        | Karim Bagheri           |  |
| 7          | MED        | Hamed Kavianpour        |  |
| 11         | MED        | Alireza Vahedi Nikbakht |  |
| 8          | DEL        | Alí Karimí              |  |
| 10         | DEL        | Ali Daei                |  |
| Entrenador | Entrenador | Miroslav Blažević       |  |

| 1          | POR        | Shay Given     |     |
| 2          | DEF        | Steve Finnan   |     |
| 3          | DEF        | Ian Harte      |     |
| 4          | DEF        | Gary Breen     |     |
| 5          | DEF        | Steve Staunton |     |
| 6          | MED        | Mark Kinsella  |     |
| 7          | MED        | Jason McAteer  |     |
| 8          | MED        | Matt Holland   |     |
| 11         | MED        | Kevin Kilbane  | 85' |
| 14         | DEL        | David Connolly |     |
| 10         | DEL        | Robbie Keane   | 75' |
| Entrenador | Entrenador | Mick McCarthy  |     |

| 18 | DEL | Clinton Morrison | 75' |
| 12 | DEF | Gary Kelly       | 85' |

| Anotado | 90' | Yahya Golmohammadi | 1–0 |

| Amonestado | 47' | Mehdi Mahdavikia |
| Amonestado | 85' | Karim Bagheri    |

| Amonestado | 49' | Robbie Keane  |
| Amonestado | 84' | Jason McAteer |

| Árbitro             | William Mattus      |
| Árbitros asistentes | Erick Mora          |
| Árbitros asistentes | Efraín Rodríguez    |
| Cuarto árbitro      | Olger Mejías Ovares |

## Clasificado
| Bandera de Irlanda |
| Irlanda            |
|                    |
| 3.ª participación  |